# خيسوس مونيوث
خيسوس مونيوث (بالإسبانية: Jesús Muñoz Calonge) هو لاعب كرة قدم إسباني في مركز الوسط، ولد في 1976 في موتا دي كويرفو في إسبانيا. شارك مع منتخب إسبانيا تحت 19 سنة لكرة القدم ومنتخب إسبانيا تحت 20 سنة لكرة القدم. أما مع النوادي، فقد لعب مع أتلتيكو مدريد وديبورتيفو لاكورونيا وريال سرقسطة ونادي ألباسيتي.